# Holyland (manga)
 (juillet 2012).
Si vous disposez d'ouvrages ou d'articles de référence ou si vous connaissez des sites web de qualité traitant du thème abordé ici, merci de compléter l'article en donnant les références utiles à sa vérifiabilité et en les liant à la section « Notes et références ».
Holyland (ホーリーランド) est un manga de Kōji Mori, publié entre 2000 et 2008 en 18 volumes, racontant l'apprentissage du lycéen Yuu Kamishiro. La version française est publiée par Vega (Dupuis) depuis juillet 2023.

## Synopsis
Timide, réservé et surtout mal dans sa peau, Yuu était la proie idéale des délinquants de son collège. Après avoir quitté l'école parce qu'il était persécuté, il apprend en secret des rudiments de boxe en s'enfermant seul dans sa chambre, il s'isole du reste du monde pendant presque un an avant de reprendre le courage d'affronter le regard des autres. 
Devenu lycéen, il va chercher à retrouver sa place dans la société. Mais ses dons naturels pour le combat de rue font naître la légende du "chasseur de gang". Pour se faire reconnaître des autres et garder sa place dans son "Holyland" (terre sacrée), il n'aura d'autre choix que de se battre.